# Takashi Hoshide
Takashi Hoshide (jap. 星出 尚志 Hoshide Takashi; * 1962 in Yamaguchi, Japan) ist ein zeitgenössischer japanischer Komponist.
Er spielte während der Schulzeit bereits Posaune und dirigierte ein Blasorchester. Während seines Universitätsaufenthalts beschäftigte er sich vornehmlich mit den Möglichkeiten des Synthesizers und baute sich deshalb zuhause ein ganzes Studio mit einigen Computern auf. Nach seiner Studienzeit war er zunächst in einem Musikverlag beschäftigt und setzte sich dort mit den Partituren für Blasorchester auseinander. Das war der Auslöser, dass er sich auch kompositorisch mit diesem Medium beschäftigte. Neben der Blasorchestermusik komponiert er Musicals und Werke für Zeremonien.

## Werke

### Werke für Blasorchester
- 2003 Beyond The Green

1. Pastorale
2. Vivace
3. Allegro

- Fantasy on the "Kitakami-Kobikiuta"
- Leila on the Hill
- Two Worlds von Phil Collins (Walt Disney Pictures - Tarzan) - Arranged by Takashi Hoshide
- Titanic - Medley v. James Horner - Arranged by Takashi Hoshide
- Little Mermaid Medley - Arranged by Takashi Hoshide